# Адамян, Гайк Погосович
Гайк Пого́сович Адамя́н (8 октября 1899, Елисаветполь — 4 ноября 1936, Москва) — заведующий отделом Центрального музея им. В. И. Ленина, преподаватель Института красной профессуры

## Научная деятельность
Армянин, член ВКП(б), образование высшее.
Старший научный сотрудник Института философии АН СССР.
Издал исследование о Карле Каутском.
Один из авторов Большой Советской энциклопедии. Работал над статьёй «Исторический материализм».
Один из коллектива авторов учебника по диалектическому и историческому материализму, в двух частях (1931—1932), под редакцией Митина и Разумовского. Позднее учебник был разоблачён как антипартийный, а основная часть его авторов была подвергнута репрессиям: Г. П. Адамян, Б. И. Базилевский, В. Г. Вандек (Тер-Григорьян), П. Ф. Липендин, А. А. Маегов, С. С. Пичугин, Е. П. Ситковский, И. Г. Тащилин.

## Обвинения в троцкистском уклоне
Входил в группу Шабалкина, которая оппонировала в ходе дискуссии 1931—1932 годов группе Митина — Юдина. Все участники группы по письмам в ЦК ВКП(б) профессоров М. Б. Митина и П. Ф. Юдина и на основе критических статей в журнале «Под знаменем марксизма» Ф. В. Константинова и В. Ф. Берестнева были в 1936 г. единовременно репрессированы
Аргументация М. Б. Митина полностью соответствовала атмосфере и подходам Большого террора. Сначала выдвигались обвинения в идеологическом уклоне, потом, уже после ареста, в контрреволюционной деятельности, шпионаже и т. д.
Что представлял собой арестованный Адамян? Это тоже всем известно — раньше один из активных шабалкинцев. Создалось впечатление за последний период времени, после того, как шабалкинцы были разогнаны из ИКП, что этот человек отошёл от шабалкинцев, что он желает работы, активно включился в работу, а в конце концов оказалось, что он вместе со всей этой шабалкинской группой был участником бандитско-троцкистской террористической организации…. Мы Адамяна, и я в том числе, знали великолепно, знали, что перед нами шабалкинец. Правда, мы тогда шабалкинцев не квалифицировали как врагов, как двурушническую троцкистскую группировку и т. д. — говорили, что эта упрощенческая группировка представляла безобразнейшую групповщину и т. д.

## Репрессии и гибель
Арестован 21 марта 1936, вместе с К. П. Андриадзе. После полугодичного следствия был осуждён Военной коллегией Верховного суда СССР по обвинению в террористической деятельности и участии в антисоветской организации. Приговорён ВКВС к расстрелу 4 ноября 1936 года.
Прах захоронен на территории Московского Донского кладбища.
Определением ВКВС от 9 июня 1956 года реабилитирован. Место хранения дела — Центральный архив ФСБ России.